# Kendelek
Kendelek (persiska: كندلک) är en ort i Iran.   Den ligger i provinsen Mazandaran, i den norra delen av landet, 170 km öster om huvudstaden Teheran. Kendelek ligger 1 169 meter över havet och antalet invånare är 159.
Terrängen runt Kendelek är kuperad åt sydväst, men åt nordost är den bergig. Runt Kendelek är det ganska tätbefolkat, med 111 invånare per kvadratkilometer. Närmaste större samhälle är Pol-e Sefīd, 13,4 km sydväst om Kendelek. Trakten runt Kendelek består i huvudsak av gräsmarker.